# Języki engańskie
Języki engańskie – grupa języków papuaskich używanych w Papui-Nowej Gwinei. Postuluje się ich przynależność do rodziny transnowogwinejskiej.
Ich podział przedstawia się w następujący sposób:
- języki angal-kewa
  - angal(inne języki)
  - angal enen(inne języki)
  - angal heneng(inne języki)
  - erave
  - kewa wschodni
  - kewa zachodni
  - samberigi(inne języki)
- języki enga
  - bisorio(inne języki)
  - enga
  - ipili(inne języki)
  - kyaka(inne języki)
  - lembena(inne języki)
  - nete(inne języki)
- języki huli
  - huli